# Nimney Bourne
Der Nimney Bourne ist ein Wasserlauf in Hertfordshire, England. Er entsteht westlich von Much Hadham und fließt in südlicher Richtung bis zu seiner Mündung in den River Ash bei Wareside.